# یسولو

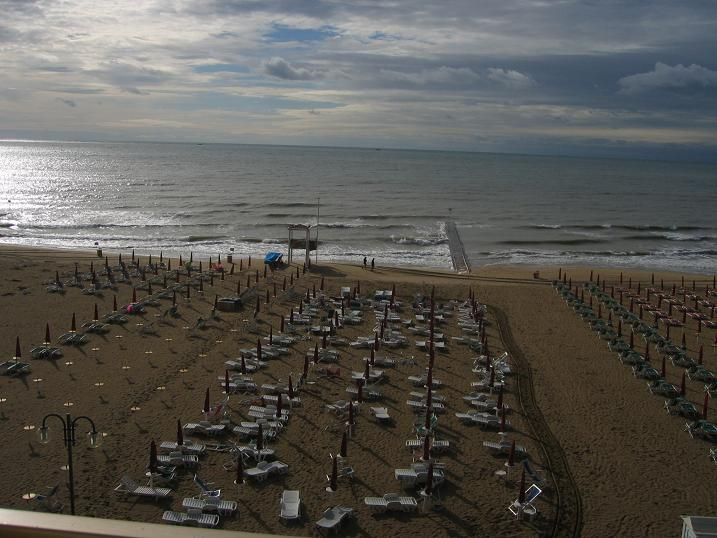

یسولو یا یزولو (به ایتالیایی:Jesolo) نام شهری کوچک در ونتو ایتالیا است. نام قدیمی این شهر ایکوئلو بوده که از نام لاتین ایکوئس به معنای شهر اسب ها گرفته شده است.این شهر در شمال ونیز ومیان دو شهر اراکلیا و کاوالینا-ترپورتی قرار دارد.

## اقتصاد
اقتصاد این شهر وابسته به توریسم است.یسولو سالانه پذیرای ۶ میلیون گردشگر است.
مشارکت‌کنندگان ویکی‌پدیا. «Jesolo». در دانشنامهٔ ویکی‌پدیای انگلیسی، بازبینی‌شده در ۱۸ نوامبر ۲۰۱۱.

## نگارخانه

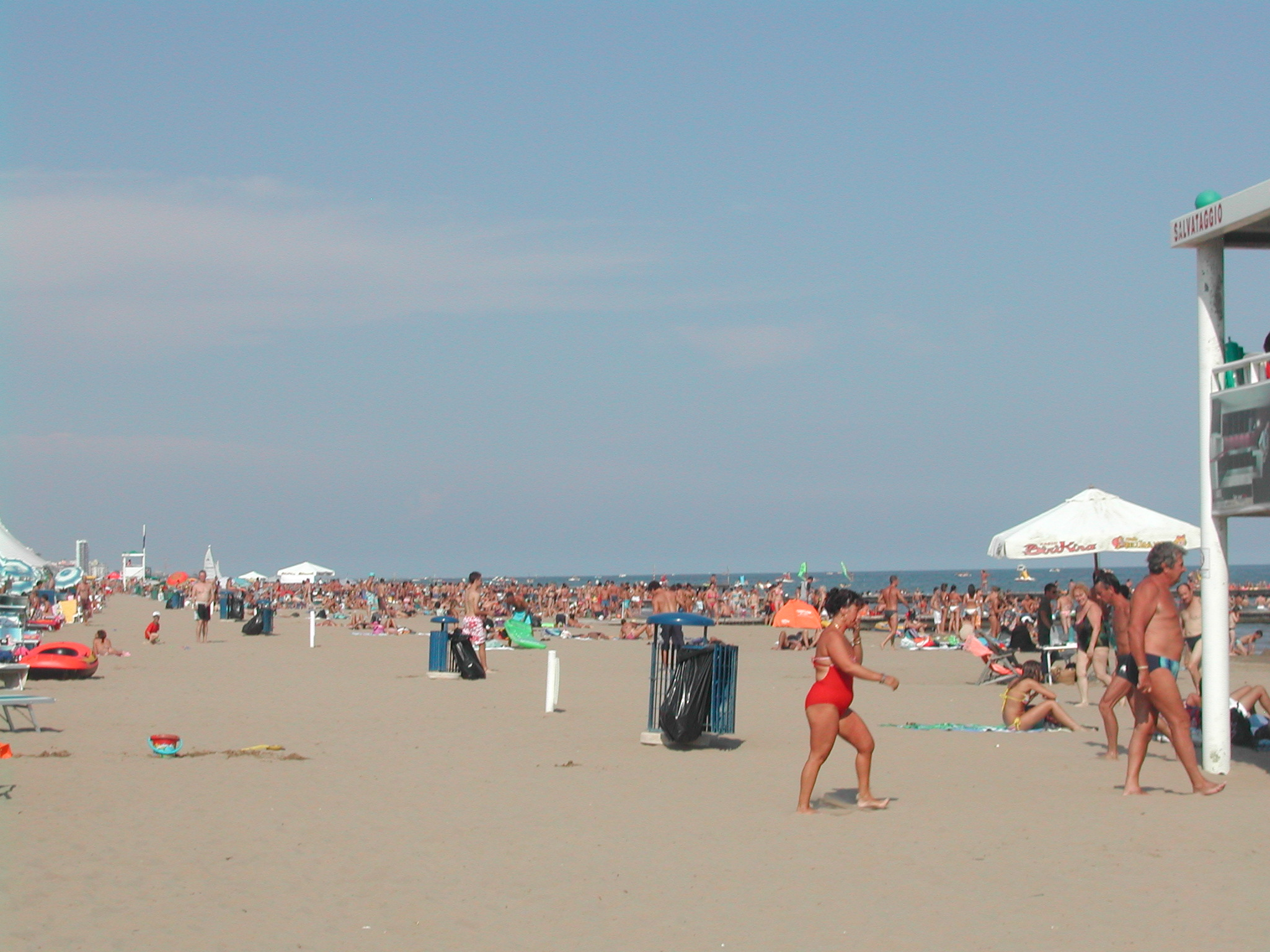
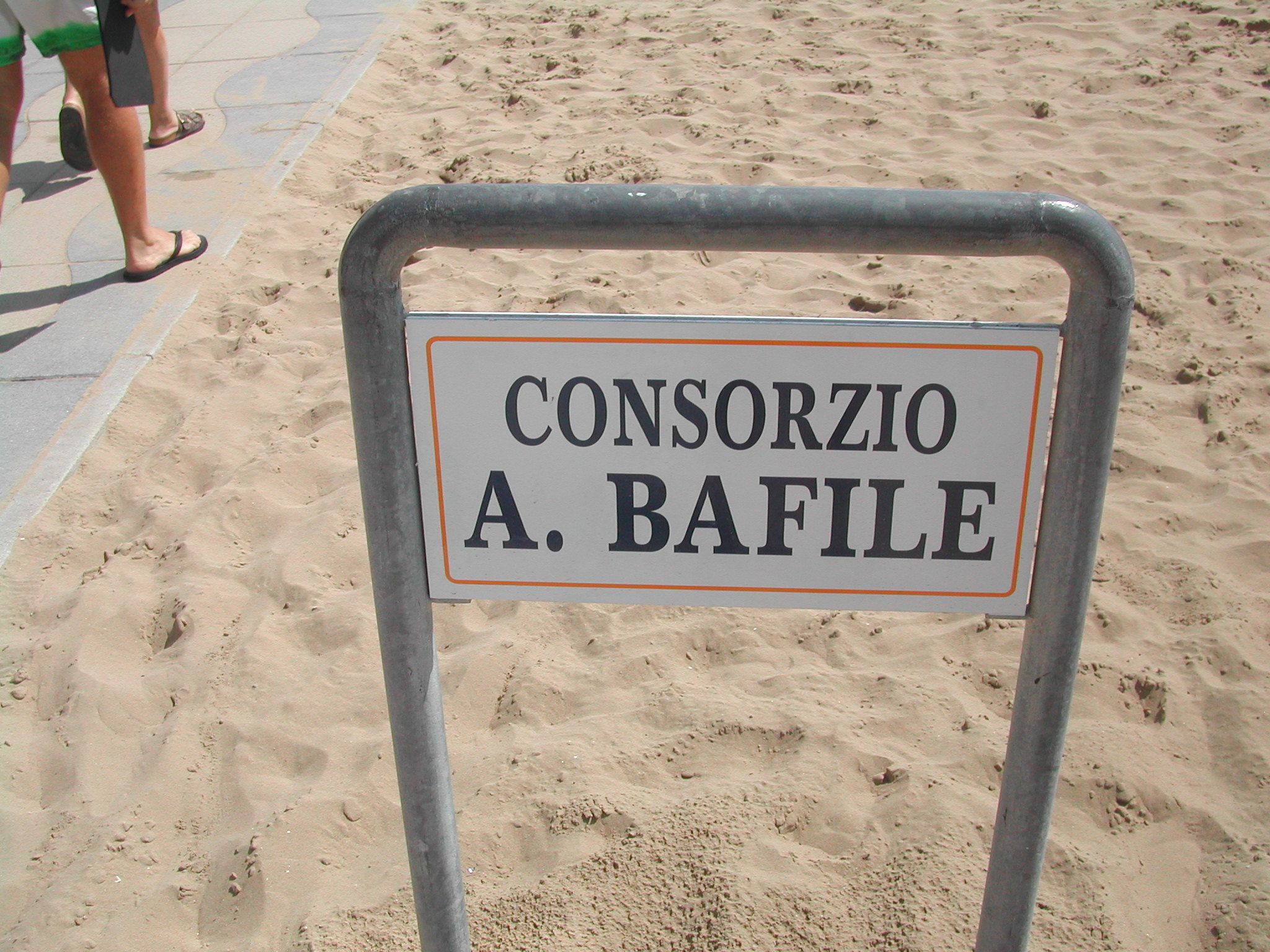
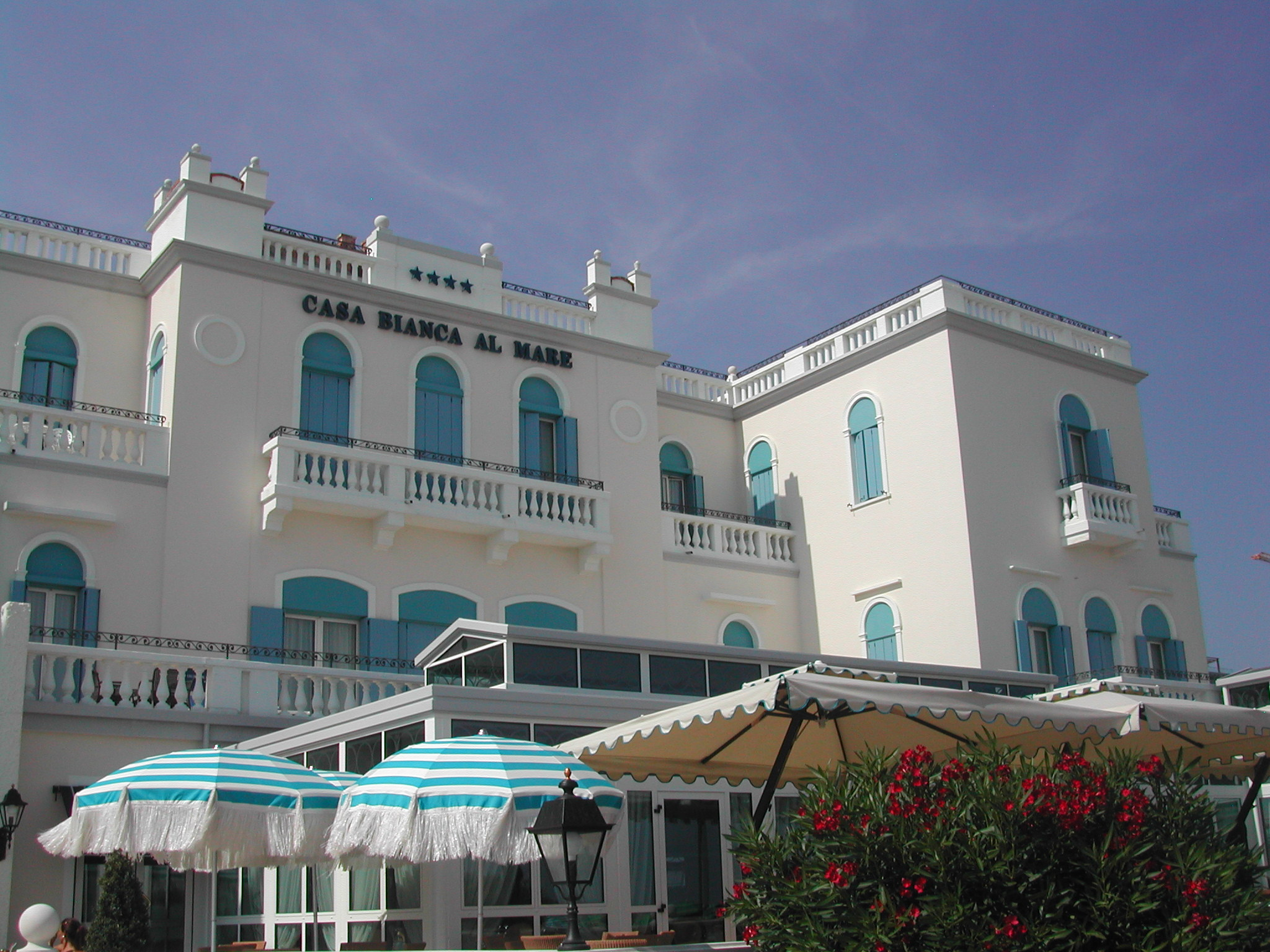
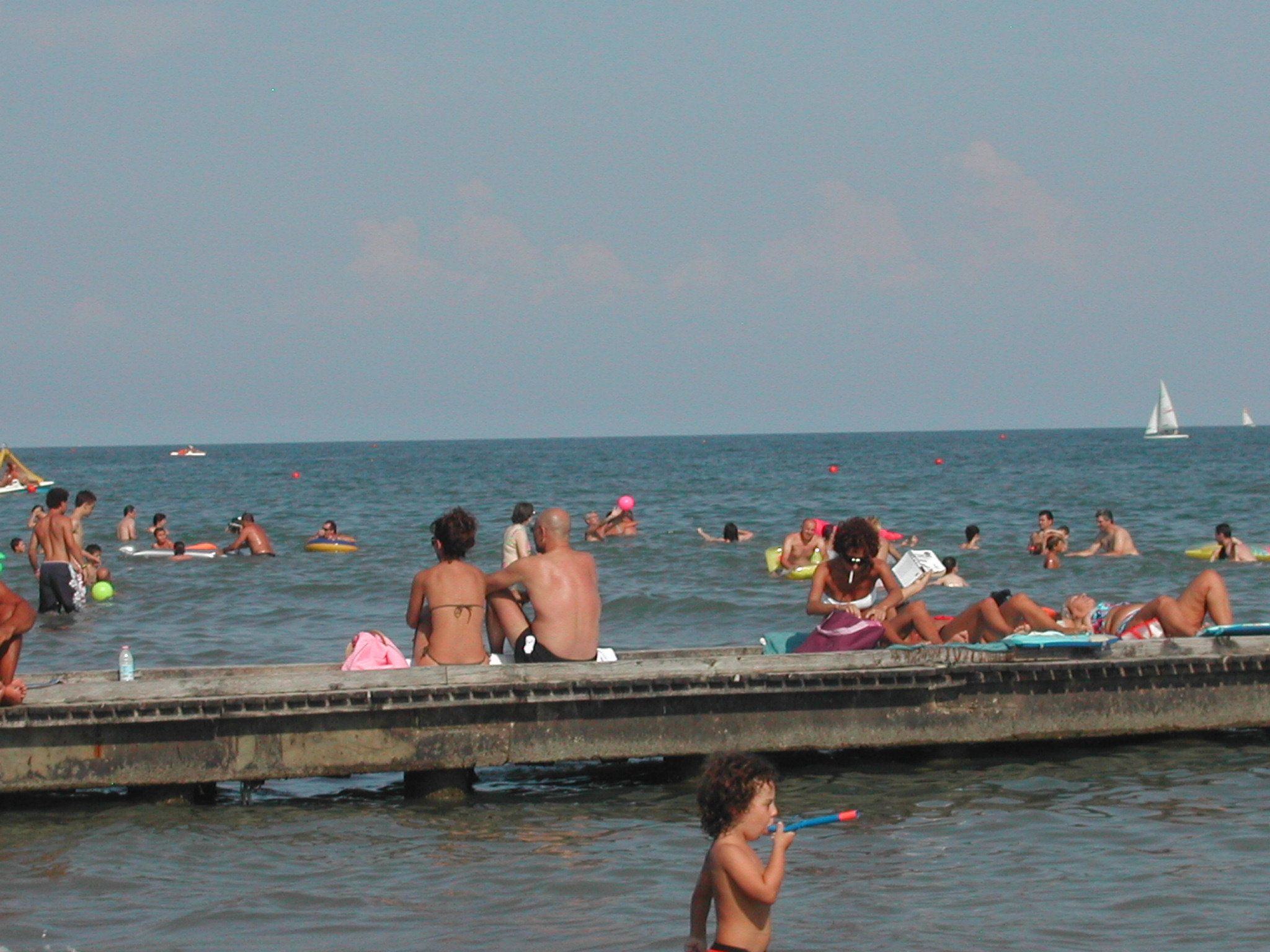
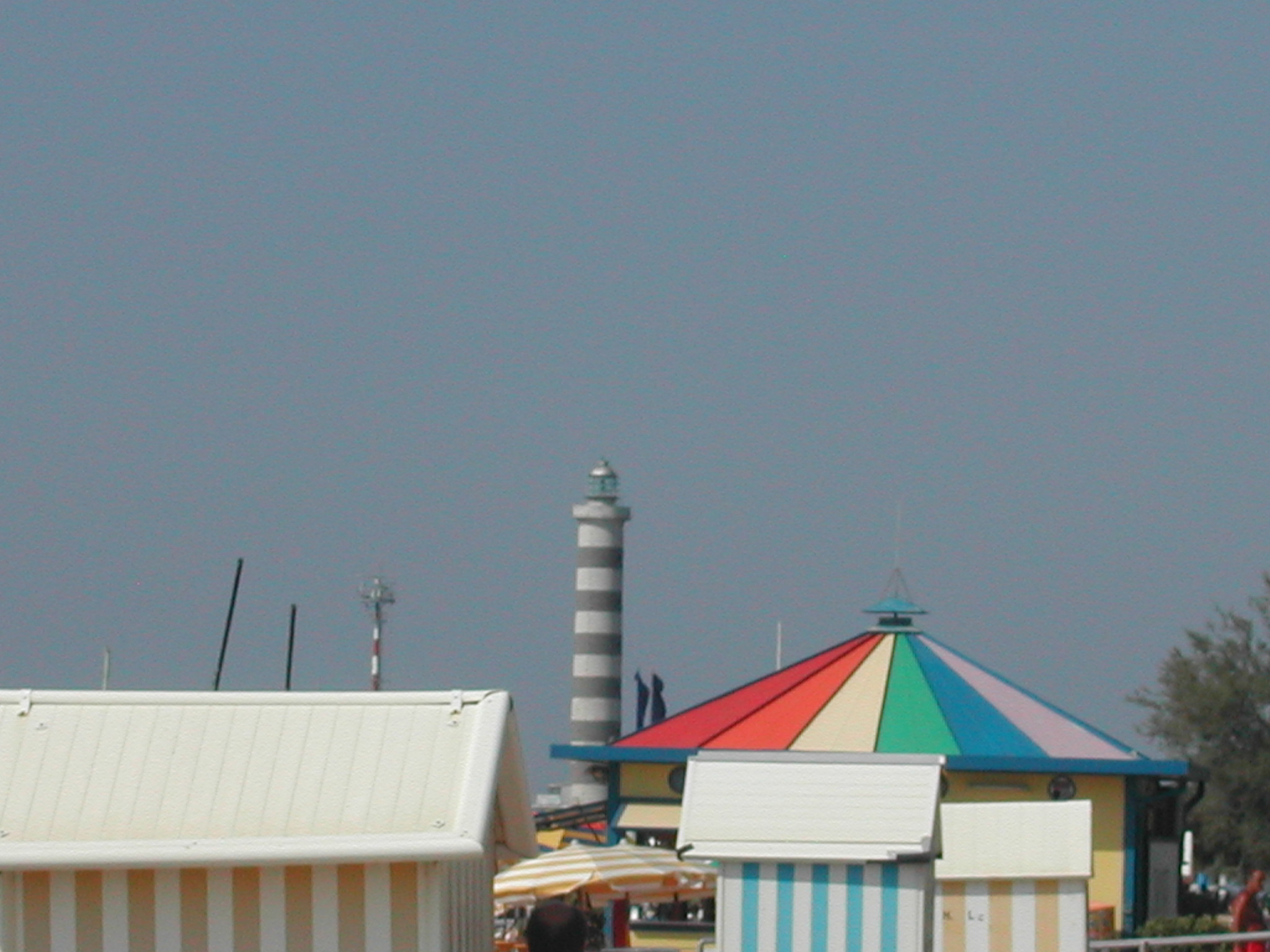
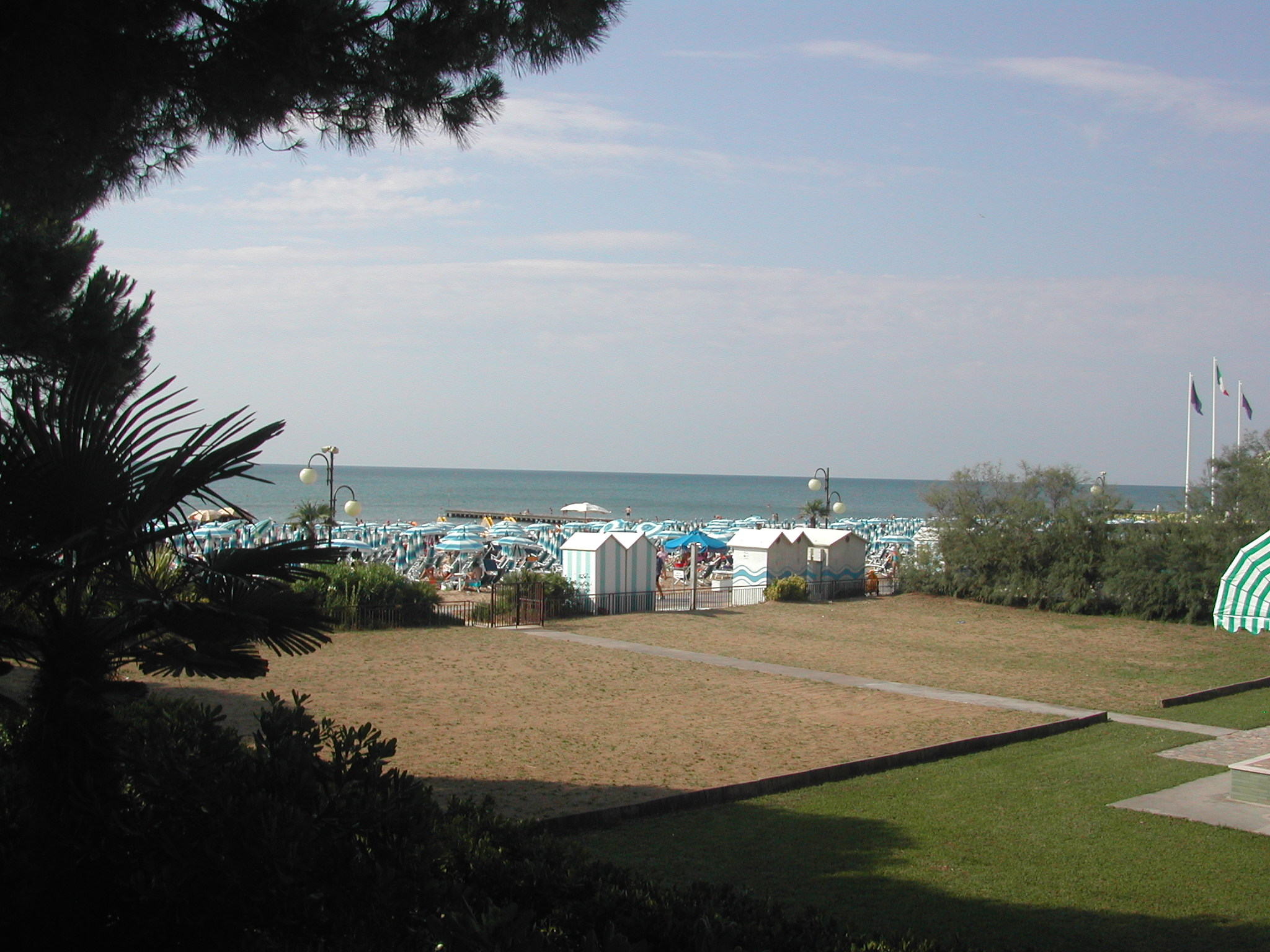
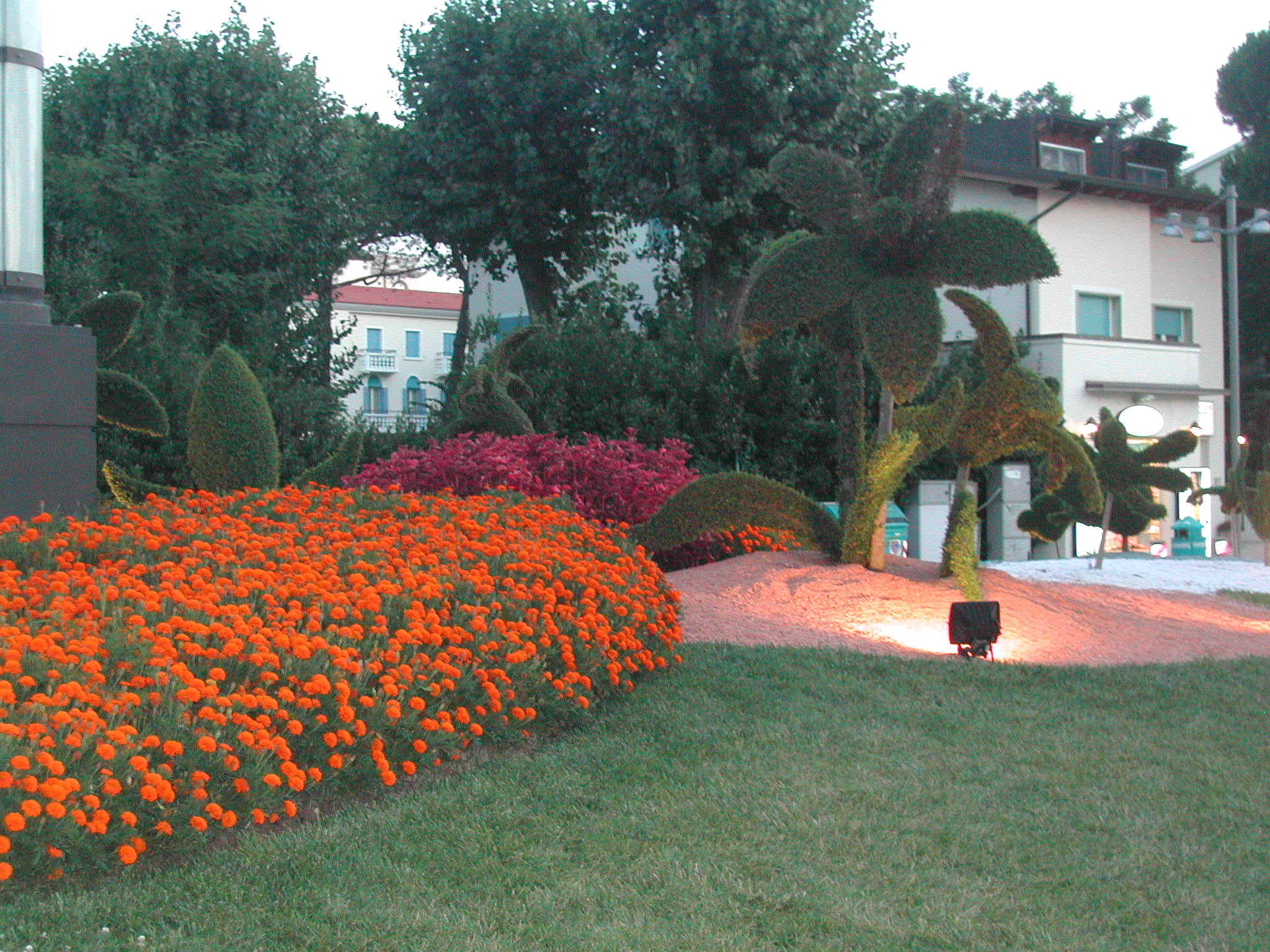
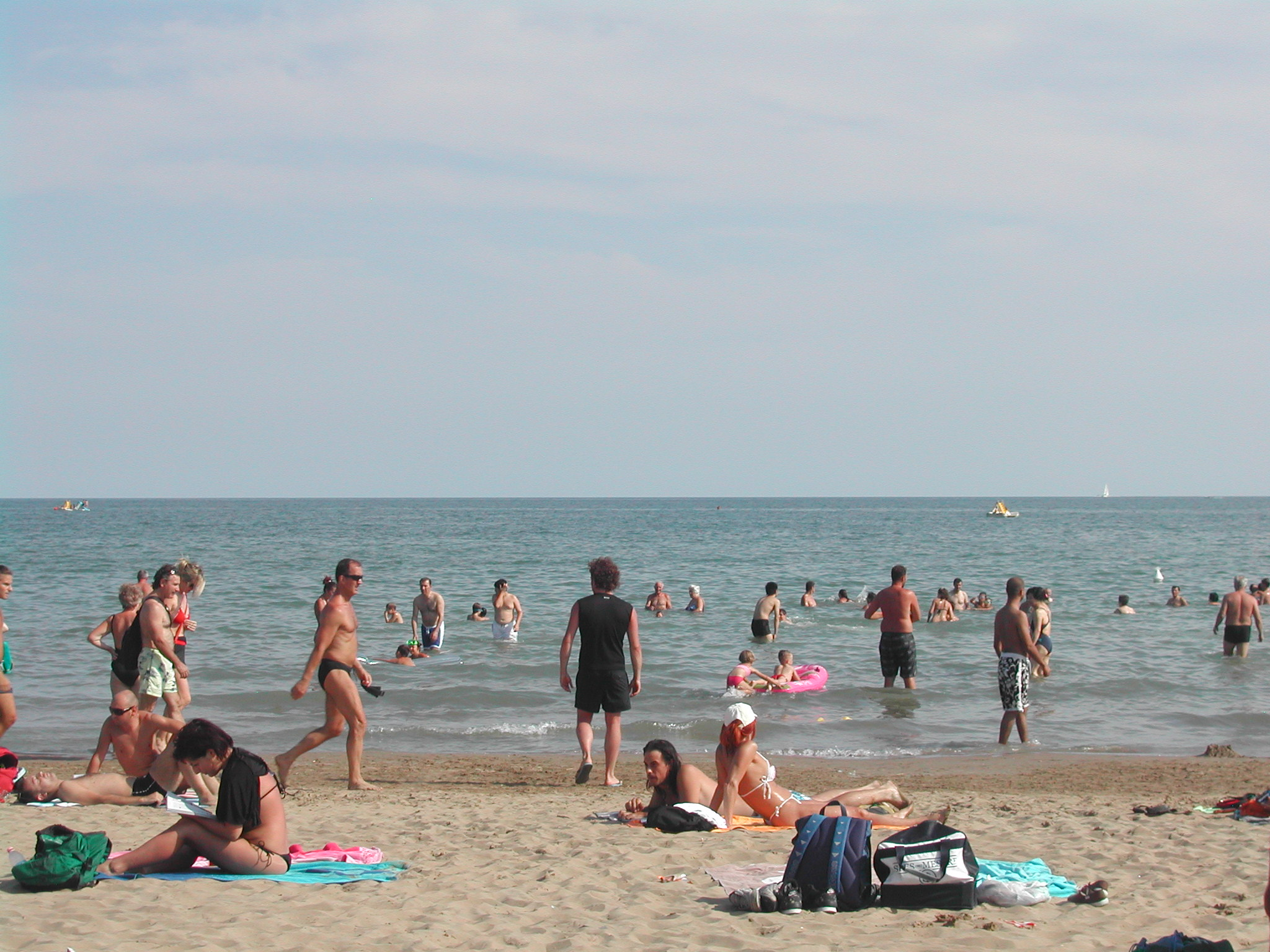